# الغسانية (الحسكة)
الغسانية (قرغو:Qerxo) هي قرية سورية تتبع إداريا لناحية المعبدة